# Club des Sports de Megève
Die Boucs de Megève (offizieller Name: Club des Sports de Megève) sind eine französische Eishockeymannschaft aus Megève, welche 1923 gegründet wurde.

## Geschichte
Der Verein wurde 1923 von Jean Motte gegründet, jedoch erst am 17. Juli 1931 offiziell registriert. Die Mannschaft spielte ab den 1950er Jahren regelmäßig in der höchsten französischen Eishockeyspielklasse. Der größte Erfolg in der Vereinsgeschichte war der Gewinn des französischen Meistertitels in der Saison 1983/84. Zur Saison 1986/87 schloss sich die Profiabteilung mit dem benachbarten Sporting Hockey Club Saint Gervais zusammen. Als Resultat der Kooperation entstand der Mont-Blanc HC. Aufgrund finanzieller Probleme des Mont-Blanc HC traten Megève und Saint Gervais ab 1989 wieder mit getrennten Profimannschaften an, ehe man 2002 das Projekt Mont-Blanc HC neu startete. Seit der erneuten Fusion der Profiabteilung verfügt Megève nur noch über eine Juniorenabteilung.

## Bekannte ehemalige Spieler
- Stéphane Botteri
- Philippe Bozon
- Franck Pajonkowski